# Frank Langella
Frank Langella (Bayonne, Nueva Jersey, 1 de enero de 1938) es un actor estadounidense de larga carrera. Se le recuerda por su papel de Drácula en teatro y cine (1977-1978) y porque encarnó al presidente Richard Nixon en dos ocasiones, en teatro y en una exitosa película (2008), por la que fue candidato a un premio Óscar. Ha sido nominado cuatro veces al premio Tony, ganándolo en tres ediciones.

## Trayectoria

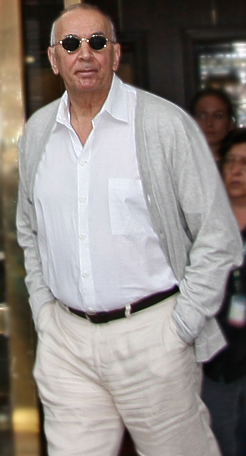
Frank Langella en el Festival Internacional de Cine de Toronto de 2007

Después de estudiar arte dramático en la Universidad de Siracusa, se unió a la Compañía de Repertorio del Lincoln Center. Su debut con este grupo fue en 1968, en una obra junto a Anne Bancroft donde encarnaba a un joven Shakespeare. Posteriormente rodaría una película con el esposo de Bancroft, Mel Brooks. Invirtió mucho de la siguiente década en los escenarios, con piezas como The Old Glory, Good Day y The White Devil. 
Uno de sus primeros papeles en el cine fue gracias al director francés René Clement en La mansión bajo los árboles (1971), donde trabajó junto a Faye Dunaway.
Su debut en los escenarios de Broadway fue con Seascape, de Edward Albee, autor ganador del Pulitzer, y no pudo ser mejor: Langella logró un Premio Tony, y en 1978 sería nominado a otro Tony por su papel en un montaje teatral de Drácula. Repitió este personaje en cine al año siguiente, en una versión dirigida por John Badham que le hizo famoso. Ganaría su segundo Premio Tony en 2002, por la obra teatral Fortune's Fool.
El éxito de la película Drácula (1979), con Laurence Olivier como coprotagonista, abrió a Langella las puertas del cine de Hollywood, si bien recibió mayormente papeles de personaje «malo» o problemático en películas comerciales, como el de Skeletor en una adaptación de los Amos del Universo (1988). Alternó el cine con el teatro y la televisión, y así participó en tres episodios de Star Trek y encarnó a Sherlock Holmes, primero en una película para el canal HBO y luego en un montaje teatral. 
Tras algunos trabajos menores como su papel en Y Dios creó a la mujer (1988) de Roger Vadim, con Rebecca De Mornay (nueva versión del éxito de Brigitte Bardot), participó en 1492: La conquista del paraíso, superproducción histórica sobre el descubrimiento de América dirigida por Ridley Scott. Rodó la comedia Eddie (1996) con Whoopi Goldberg, con quien inició un noviazgo, y tuvo un papel en el fallido «thriller» erótico Body of Evidence, que protagonizó Madonna. Mejores críticas tuvieron trabajos posteriores suyos como Lolita (nueva adaptación, en 1997, de la novela de Nabokov dirigida por Adrian Lyne) y La novena puerta, de Roman Polanski.
Convertido en un «secundario de lujo», participó en Superman Returns, de Bryan Singer (encarnaba al editor del Daily Planet), y en Buenas noches, y buena suerte, de George Clooney. Su consagración como actor de prestigio se produjo cuando encarnó al presidente Richard Nixon en Frost/Nixon, primero en su versión teatral en Londres y Nueva York, y posteriormente en su adaptación al cine (2008); por su trabajo en esta última fue nominado al 
premio Óscar. 
Entre sus últimas películas se cuenta The Box, protagonizada por Cameron Diaz, y Unknown (o Sin identidad), dirigida por el español Jaume Collet-Serra. Participó además en la serie The Americans, encarnando al personaje Gabriel, supervisor del KGB de Elizabeth Jennings y Philip Jennings.

## Vida privada
Langella contrajo matrimonio con Ruth Weil en 1977; la pareja tuvo dos hijos y se divorciaron en 1996. Posteriormente el actor mantuvo una relación de varios años (1996-2001) con la popular estrella Whoopi Goldberg, a la que había conocido en el rodaje de la película Eddie.

## Filmografía
- The Trial of the Chicago 7 (2020)
- All the Way (TV)
- Captain Fantastic (2015)
- Draft Day (2014)
- Parts per Billion (2013)
- Robot & Frank (2012)
- Unknown (2011)
- All Good Things (2010)
- Wall Street 2: El dinero nunca duerme (2010)
- The Box (2009)
- Frost/Nixon (2008) .... Richard Nixon
- The Tale of Despereaux (2008) .... Alcalde
- Starting Out in the Evening (2007) .... Leonard Schiller
- The Novice (2006) .... Padre Tew
- Superman Returns (2006) .... Perry White
- Return to Rajapur (2006) .... Ned Bears
- 10.5: Apocalypse (2006) (TV) .... Dr. Earl Hill
- Good Night, and Good Luck (2005) .... William Paley
- Back in the Day (2005) .... Teniente Bill Hudson
- Breaking the Fifth (2004) .... Godfrey Winters
- House of D (2004) .... Reverendo Duncan
- Sweet November (2001) .... Edgar Price
- Stardom (2000) .... Blaine de Castillon
- Dark Summer (2000) .... Robert Denright
- La novena puerta (1999) .... Boris Balkan
- I'm Losing You (1998) .... Perry Needham Krohn
- Small Soldiers (1998) (voz) .... Arquero
- Alegría (1998) .... Fleur
- Lolita (1997) .... Clare Quilty
- Proyecto: ALF (1996)
- Eddie (1996) .... Wild Bill Burgess
- Cutthroat Island (1995) .... Dawg Brown
- Bad Company (1995) .... Vic Grimes
- Junior (1994) .... Noah Banes
- Brainscan (1994) .... Detective Hayden
- El puño de Dios (1994) .... Gerald Bull
- Dave (1993) .... Bob Alexander
- Body of Evidence (1993) .... Jeffrey Roston
- 1492: La conquista del paraíso (1992) .... Luis de Santángel
- True Identity (1991) .... Leland Carver
- Masters of the Universe (1987) .... Skeletor
- The Men's Club (1986) .... Harold Canterbury, Socio principal del bufete de abogados
- Sphinx (1981) .... Akmed Khazzan
- Those Lips, Those Eyes (1980) .... Harry Crystal
- Drácula (1979) .... Conde Drácula
- The Mark of Zorro (1974)....Don McDougall
- The Twelve Chairs (1970) .... Ostap Bender
- Diary of a Mad Housewife (1970) .... George Prager

## Premios y distinciones
Óscar
| Año  | Categoría   | Película    | Resultado |
| ---- | ----------- | ----------- | --------- |
| 2009 | Mejor actor | Frost/Nixon | Nominado  |

Premios Sant Jordi de Cine
| Año  | Categoría                          | Película            | Resultado |
| ---- | ---------------------------------- | ------------------- | --------- |
| 2009 | Mejor actor en película extranjera | Frost/Nixon The Box | Ganador   |

Globos de Oro
| Año  | Categoría           | Película    | Resultado |
| ---- | ------------------- | ----------- | --------- |
| 2009 | Mejor actor - Drama | Frost/Nixon | Candidato |

Premios BAFTA
| Año  | Categoría   | Película    | Resultado |
| ---- | ----------- | ----------- | --------- |
| 2009 | Mejor actor | Frost/Nixon | Candidato |

Premios del Sindicato de Actores
| Año  | Categoría     | Película                      | Resultado |
| ---- | ------------- | ----------------------------- | --------- |
| 2006 | Mejor Reparto | Buenas noches, y buena suerte | Candidato |
| 2009 | Mejor Actor   | Frost/Nixon                   | Candidato |
| 2009 | Mejor Reparto | Frost/Nixon                   | Candidato |

Satellite Awards
| Año  | Categoría           | Película                    | Resultado |
| ---- | ------------------- | --------------------------- | --------- |
| 2007 | Mejor Actor - Drama | Starting Out in the Evening | Candidato |
| 2008 | Mejor Actor - Drama | Frost/Nixon                 | Candidato |